# Ataque en el tren a Wurzburgo de 2016
El ataque en el tren a Wurzburgo de 2016 sucedió el 18 de julio de 2016, cuando un solicitante de asilo de 17 años hirió a cuatro personas, dos gravemente, con un cuchillo y un hacha en un tren cerca de Wurzburgo en Alemania. Una quinta persona fue herida en el exterior. La oficina estatal de investigaciones criminales lo llamó un ataque terrorista con un motivo religioso islamista.
El ataque sucedió alrededor de las 21:00 CEST en un tren que viajaba en la línea entre Treuchtlingen y Wurzburgo. Las víctimas en el tren (un hombre, su esposa, su hija y el novio de la joven) eran de Hong Kong, y la quinta víctima, atacada fuera del tren, era una mujer alemana local. Catorce testigos fueron tratados por el shock sufrido. El atacante intentó huir y fue disparado y muerto por Comandos de Despliegue Especial después de que  le afrontaron y les atacara con el hacha.
Posteriormente, las autoridades alemanas descubrieron pruebas que demostraban que el perpetrador, identificado como Riaz Khan Ahmadzai, estaba en contacto con un presunto miembro del Estado Islámico en Arabia Saudí y que originalmente se le había pedido que condujera un coche contra una multitud. Ahmadzai declinó esta sugerencia ya que no sabía conducir. En cambio,  dijo a su contacto que  planeaba llevar a cabo un ataque en tren.

## Detalles
El 18 de julio de 2016, un joven con un hacha y un cuchillo hirió a cuatro honkoneses en un tren en Wurzburgo, Alemania. Después de bajar del vagón, se abalanzó sobre una quinta persona, una mujer que paseaba a su perro, siendo "golpeada con el hacha dos veces en la cara" quedando gravemente herida. El atacante fue localizado por la policía aproximadamente a 500 m del tren. Cuando  se le acercaron, intentó atacarlos y fue tiroteado mortalmente. Gritaba "¡Allahu Akbar!" durante el ataque, según Oliver Platzer, un portavoz del Ministerio de Interior bávaro. El fiscal Erik Ohlenschlagern dijo que la policía oyó el grito de "¡Allahu  Akbar!" del atacante en una llamada de emergencia grabada desde el teléfono móvil de un testigo.
El 20 de julio, se anunció que el fiscal general Peter Frank se hacía cargo de la investigación, porque se cree "que el asesino cometió la ofensa como miembro del llamado Estado islámico."

## Perpetrador
Riaz Khan Ahmadzai nacido el 6 de abril de 1999 (en pastún: رياض خان احمدزی‎), también conocido como Muhammad Riyad, era un joven afgano de 17 años que llegó a Alemania como refugiado menor no acompañado en 2015. Posteriores informes de los medios de comunicación sugirieron que podría ser mayor de 17 años, y posiblemente procedente de Pakistán. Este último, que es hogar de una numerosa población afgana, es frecuentemente utilizado por inmigrantes como ruta a Europa. Fuentes cercanas a los servicios de seguridad alemanes creen que pudo haber reclamado su identidad afgana a su llegada a Alemania en 2015 para tener una mejor posibilidad de obtener asilo. Primero vivió en un campamento de refugiados en Ochsenfurt, después dos semanas con una familia de acogida en Gaukönigshofen a 5,6 kilómetros al suroeste de Ochsenfurt, ambos en el Distrito de Wurzburgo. Los fiscales alemanes descubrieron que el perpetrador quería vengar la muerte de un amigo que había sido asesinado en Afganistán.
Die Welt informó que "era un devoto musulmán" pero que no fue percibido como fanático. La agencia de noticias Amaq publicó un vídeo de dos minutos y medio, supuestamente de él hablando en pashtún, proclamándose un soldado del califato, amenazando con más ataques de EI en "cada pueblo, ciudad y aeropuerto" y sosteniendo un cuchillo. Los oficiales alemanes comprobaron si el hombre en el vídeo era de hecho el atacante. El Jefe de la Cancillería alemana, Peter Altmaier, dijo a la cadena de televisión ZDF, "Las autoridades de seguridad esperan que este vídeo sea casi con toda probabilidad auténtico".
La policía encontró una bandera del EI pintada a mano en su habitación de la casa de su familia de acogida, junto con una carta que parecía tener escrita para su padre, en la cual se leía: "Y ahora rogad por mí para que pueda conseguir venganza en estos no creyentes, orad por mí que voy al Cielo."

## Reacciones
Las autoridades cerraron temporalmente la línea de tren entre Ochsenfurt y Würzburgo-Heidingsfeld.
El Ministro de Interior bávaro Joachim Herrmann dijo, "Hay testigos que sugieren que puede haber un trasfondo islámico en esto pero dista mucho de estar claro este punto." Tanto él como el portavoz del Landeskriminalamt Fabian Hench se negaron a confirmar que el atacante dijera "Allahu Akbar". Herrmann dijo que no parecía que las víctimas hubieran sido elegidas por ser chinos. El 21 de julio, Joachim Herrmann exigió un control más estricto de las fronteras alemanas. Las personas sin papeles válidos tenían que ser reunidas y comprobadas en la frontera. "No podemos dejar que se desplacen de este modo", indicó. Hermann también criticó los lentos procedimientos de asilo. Ninguna huella dactilar había sido tomada del perpetrador ni ninguna confirmación de su verdadera procedencia.
La canciller alemana Angela Merkel condenó el ataque como un "acto increíblemente cruel" y prometió que las autoridades harían todo lo posible para impedir más ataques.
Rolf Tophoven, director del Instituto de Prevención de Crisis en Essen dijo a Le Monde que el perpetrador parecía "integrado" y no estaba fichado por la policía o agencias de inteligencia. Dijo que parecía haberse radicalizado de la noche a la mañana, quizás debido a frustración, desesperanza y propaganda en línea del Estado Islámico, en un caso muy similar a los de Mohamed Lahouaiej Bouhlel, quien cometido el Atentado de Niza de 2016, u Omar Mateen autor del tiroteo en la discoteca Pulse en Orlando, debido a su carencia de conexión directa con el EI.
La agencia de noticias Amaq, una presencia en línea asociada con el Estado islámico de Irak y el Levante, citando una "fuente interna", dijo que el atacante era un soldado "del estado islámico que ejecutó la operación en respuesta a las llamadas para atacar naciones de la coalición que lucha contra el Estado islámico".
Leung Chun-ying, el Jefe Ejecutivo de Hong Kong condenó el ataque cuando envió un equipo de agentes de inmigración para que acompañaran a los familiares de las víctimas a Alemania. La Oficina Económica y de Comercio de Hong Kong envió personal a Berlín para visitar a los heridos. Leung dijo que estaba triste por el incidente y expresó sus condolencias a los afectados.
El ataque estuvo relacionado con la crisis migratoria europea, y se informó que planteó preguntas sobre la política de puertas abiertas a los refugiados de Angela Merkel. El ataque fue comparado a un ataque con cuchillo en la estación principal de Hanover sucedido el 26 de febrero del mismo año.
La exministra federal Renate Künast del Partido Verde fue ridiculizada por el jefe de la unión policial Rainer Wendt al calificarla irónicamente como una "parlamentaria inteligente" por preguntar por qué el perpetrador fue muerto a tiros en vez de arrestarlo vivo.